# Wydartowo
Wydartowo – wieś w Polsce położona w województwie wielkopolskim, w powiecie gnieźnieńskim, w gminie Trzemeszno. W Wydartowie, znajduje się zabytkowa kuźnia w dobrym stanie z XIX wieku. Od wielu już lat na nieczynnym kominie kuźni gniazdują bociany.
Tuż przy kuźni, w stronę Kruchowa znajduje się pomnik upamiętniający rozstrzelanie w tym miejscu, w 1939 roku 5 osób, członków Straży Obywatelskiej, broniącej Ziemi Mogileńskiej.
W latach 1975–1998 miejscowość administracyjnie należała do województwa bydgoskiego.